# Maria Fortunata d’Este

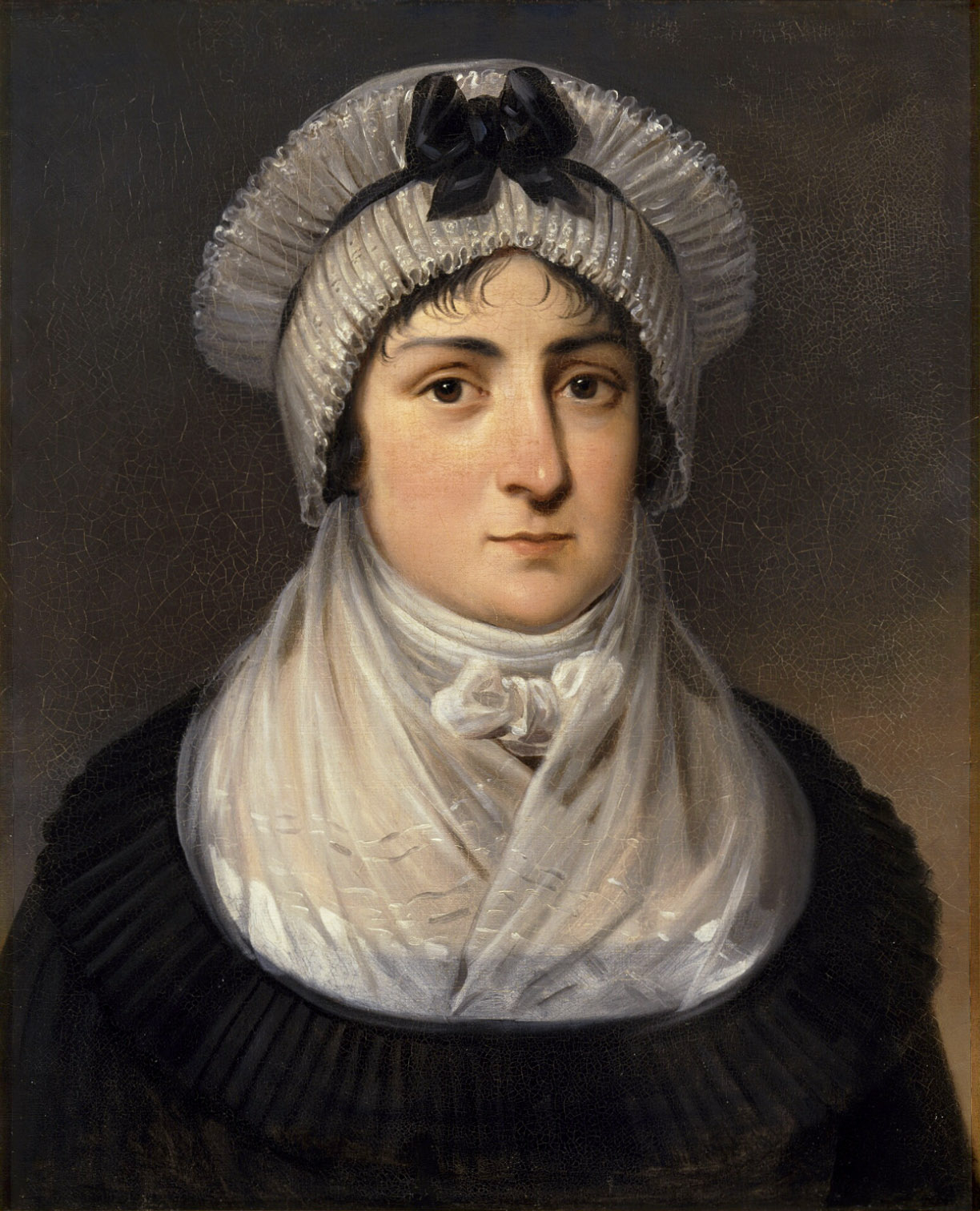
Marie-Fortunée d’Este-Modène, princesse de Conti.

Prinzessin Maria Fortunata d’Este-Modena (französisch Marie Fortunée d’Este-Modène) (* 15. Juli 1734 in Modena; † 21. September 1803 in Venedig) war eine italienische Prinzessin und durch Heirat Gräfin de la Marche sowie die letzte Fürstin von Conti (Princesse de Conti).

## Leben
Maria Fortunata war die vierte Tochter von zehn Kindern des Herzogs Francesco III. d’Este von Modena und seiner Frau, der Prinzessin Charlotte Aglaé von Orléans, vierte Tochter von Herzog Philipp II. von Orléans und seiner Ehefrau Françoise Marie von Bourbon-Blois.
Am 27. Februar 1759 wurde Prinzessin Maria Fortunata in Nangis mit Louis François II. de Bourbon, prince de Conti (1734–1814), dem einzigen legitimen Sohn von Louis François I. de Bourbon, prince de Conti und dessen Gattin der Prinzessin Louise Diane d’Orléans, verheiratet. Die Ehe blieb kinderlos und das Ehepaar trennte sich im Jahre 1775.